# 동부막대무늬반디쿠트
동부가로무늬반디쿠트(학명: Perameles gunnii)는 오스트레일리아 남동부의 태즈메이니아주와 빅토리아주에 서식하는 토끼 크기의 작은 유대류의 일종이다. 긴코반디쿠트속에 속하는 3종 중의 하나이다. 몸무게는 2kg 이하이며, 동속의 긴코반디쿠트와 형태적으로 아주 비슷하게 생겼지만 둔부에 짧은 꼬리와 3-4줄의 줄무늬가 나 있는 것으로 구분할 수 있다.
반디쿠트 중에서 태즈메이니아섬에 서식하는 유일한 종류로, 태즈메이니아섬 내 개체 수는 비교적 풍부하다. 그러나 오스트레일리아 본대륙에서는 개체군 붕괴를 겪고 있는 중이며 개체군을 보존하려는 움직임이 활발하다. 유명 비디오 게임 프랜차이즈인 크래쉬 밴디쿳의 주인공 크래쉬의 모델이 된 동물이다.

## 생태
몸무게는 2kg 이하로 가볍고, 허벅지를 따라 3-4줄 정도 되는 희끄무레한 줄무늬가 그여 있다. 태즈메이니아와 호주 본대륙에 분포하는데, 본대륙에 서식하는 동부가로무늬반디쿠트는 성체가 되어도 750g 언저리인 반면 태즈메이니아에 서식하는 개체들은 평균 1,000g 정도로 덩치가 더 크다. 단독생활을 하는 동물로, 수명은 약 2-3년 정도밖에 되지 않는다. 수컷은 암컷에 견주어 더 넓은 세력권을 지니며, 암컷과 접촉할 때는 오로지 교미할 때뿐이다.
어스름한 저녁에 활동을 시작하여 귀뚜라미·지렁이·딱정벌레 등을 잡아먹고 사는 야행성 동물이다. 낮 동안에는 풀섶 사이로 지어 놓은 보금자리에서 휴식한다. 좋은 후각을 지닌 길다란 코로 지표면을 탐색하고, 먹이가 있을 만한 곳을 파헤쳐서 발견하는 즉시 끄집어내 먹는다. 암컷은 젖꼭지가 8개이며, 한 번에 5마리까지 새끼를 포유할 수 있으나, 보통은 한 번에 2-3마리 정도를 포유한다. 포유류 가운데 임신 기간이 가장 짧은 동물로, 교미하여 수정한 지 12일 만에 새끼가 태어난다. 태어난 새끼는 55일 동안 젖을 먹으며, 86일에 어미에게서 독립한다.

## 분포 및 보존

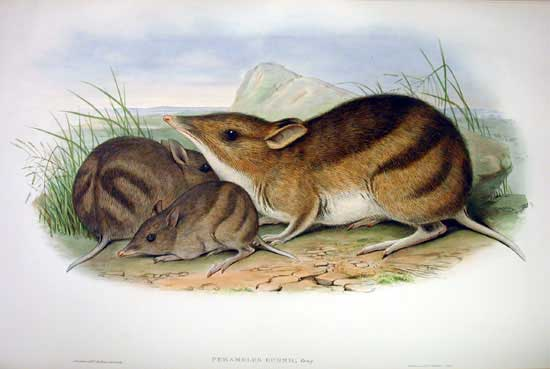
1863년 《오스트레일리아의 포유류》에 그려진 삽화

동부가로무늬반디쿠트는 한때 태즈메이니아섬뿐 아니라 빅토리아주 남서부에 펼쳐진 현무암 초원지대에 널리 분포했다. 그러나 유럽인이 본토에 여우와 고양이를 유입시키고 농경지를 만들려는 목적으로 토지 개간을 지속적으로 추진하면서, 빅토리아에 서식하는 아종은 매우 보기 드물어지고 멸종위기에 처하게 됐다. 1989년부터는 빅토리아주 쪽에 분포하는 동부가로무늬반디쿠트를 재도입하려는 움직임이 활발하며, 약 8곳에서 재도입이 이루어졌다.